# Zasada (Bośnia i Hercegowina)
Zasada (cyr. Засада) – wieś w Bośni i Hercegowinie, w Republice Serbskiej, w gminie Bileća. W 2013 roku liczyła 51 mieszkańców.